# مطار ولونغ شيانوشهان
مطار ولونغ شيانوشهان (بالإنجليزية: Wulong Xiannüshan Airport)‏ و(بالصينية: 武隆仙女山机场) () مطار عام يقع بمدينة Wulong في تشونغتشينغ في الصين. يبلغ طول المدرج 2800 م ويرتفع عن سطح البحر 1746.5 م.

## وصلات خارجية
- http://www.flightstats.com/go/Airport/airportDetails.do?airportCode=